# المواطن الفخري للقدس
المواطن الفخري للقدس (بالعبرية: יַקִּיר יְרוּשָׁלַיִם‏) (وتنطق: ياكير يروشالايم) (بالإنجليزية: Worthy Citizen of Jerusalem)‏ هي جائزة المواطنة الفخرية في مدينة القدس في إسرائيل، تم إنشاؤها في عام 1967، وتمنح سنويا.
تُمنح الجائزة سنويًا من قبل بلدية مدينة القدس لواحد أو أكثر من سكان المدينة الذين ساهموا في الحياة الثقافية والتعليمية للمدينة بطريقة متميزة.  ويجب أن يكون الحاصلون على الجوائز أكبر من 65 عامًا. ويتم اختيارهم من قبل لجنة من خمس لجان يعينها رئيس البلدية، والتي تقوم بمراجعة المرشحين، واختيار مقيم قديم في القدس يكون عمله ممثلا لروح المدينة أو ألهمت قصة حياته الآخرين. 
ويقام حفل توزيع الجوائز في يوم أورشليم، وهو ذكرى توحيد شطري مدينة القدس بعد حرب الأيام السنة في عام 1967. 
يتم تقديم الترشيحات الخاصة بالجائزة من قبل أعضاء مجلس المدينة. ويتم الاختيار النهائي بين المرشحين في الربيع. 